# Аленкино (Смоленская область)
Аленкино — деревня в Гагаринском районе Смоленской области России. Входит в состав Покровского сельского поселения. Население — 27 жителей (2007 год). 
Расположена в северо-восточной части области в 21 км к югу от Гагарина, в 17 км южнее автодороги М1 «Беларусь», на берегу реки Большая Гжать. В 21 км северо-восточнее деревни расположена железнодорожная станция Колесники на линии Москва — Минск. 

## История
В годы Великой Отечественной войны деревня была оккупирована гитлеровскими войсками в октябре 1941 года, освобождена в марте 1943 года.